# Ion Luca
Ion Luca (n. 7 decembrie 1894, Roman – d. 30 ianuarie 1972, Vatra Dornei) a fost un  dramaturg român. Face parte din aceeași generație cu Alexandru Kirițescu, Mihail Sorbul, Mihail Davidoglu și Aurel Baranga. 

## Biografie
Provenea dintr-o familie de muncitori. A urmat școala primară la Roman și Bacău, apoi și-a continuat studiile la seminarul „Veniamin Costache” din Iași. A obținut licența în drept la Iași și pe cea în teologie la București, apoi și-a susținut doctoratul în drept și teologie la București. A fost mobilizat în timpul Primului Război Mondial, activând ca sergent sanitar într-un spital orășenesc din Nikolaev-Rusia (1917-1918). Este hirotonit diacon, iar mai apoi lucrează ca profesor și avocat în Bacău.
A obținut o bursă de studii în domeniul bibliotecilor și a călătorit astfel prin Austria, Franța, Germania, Italia și Ungaria. În timpul celui de-al Doilea Război Mondial a locuit la București, apoi la Craiova. A revenit în anul 1948 la Bacău, unde a predat limba romană la o școală generală. 
Cel mai bun prieten al lui Ion Luca a fost Valeriu Anania care îl vizita la Vatra Dornei, iar la Bacău îl vizita profesorul de limba germană Alfred Klug, cel care i-a tradus în limba germană piesele Evdochia, Femeia, fiica bărbatului și Morișca, tipărite la Bacău în anul 1939.
În anul 1953 se retrage, fără familie, la Vatra Dornei, stabilindu-se într-o casă de stat situată în zona cea mai pitorească a orașului, unde spera să-și poată continua opera dramatică și unde a rămas până la capătul vieții. Acolo a predat până în anul 1955 ca profesor de limba rusă la Școala Generală Nr. 1.
Cele mai multe detalii legate de temperamentul și de caracterul acestui dramaturg au fost incluse de monahul și scriitorul Valeriu Anania în volumul Rotonda plopilor aprinși, volum în care amintirile se opresc la nume ca Tudor Arghezi, Gala Galaction, Anton Holban, Lucian Blaga, Marin Preda, Vasile Voiculescu și Ion Luca.
Recunoașterea postumă a activității sale are loc abia în secolul al XXI-lea, atunci când liceul teoretic din Vatra Dornei a fost redenumit Liceul Teoretic „Ion Luca”.

## Creația dramaturgică
Ion Luca s-a dedicat teatrului după 1930. Piesa Iuda, scrisă în colaborare cu Gheorghe Ciprian (care a completat textul inițial cu încă un act), a fost reprezentată în anul 1933 pe scena Teatrului Național din București, cu piesa luda (avându-l coautor pe G. Ciprian, care adaugă textului inițial încă un act). În decursul carierei sale de dramaturg a compus și publicat peste 40 de piese de teatru, dintre care unele au fost jucate pe scenele unor teatre din București, Iași, Cluj etc.
Piesele de teatru ale lui Ion Luca se înscriu în curentul literar tradiționalist, promovat în perioada interbelică de revista Gândirea, condusă inițial de Cezar Petrescu și apoi de Nichifor Crainic. Poemul dramatic Icarii de pe Argeș (1933) este inspirat de legenda Meșterului Manole. Alte drame ale lui Ion Luca prezintă episoade ale istoriei românilor: Alb și negru (1933) îi are ca protagoniști pe voievodul Constantin Cantemir, mitropolitul Dosoftei, logofătul Miron Costin ș.a.; Rachierița (1934) se petrece în timpul domniei lui Dumitrașcu Cantacuzino; Leana vrăjitoarea evocă Războiul pentru independență din 1877-1878; piesa Dumitra (1958) se petrece în timpul domniei lui Mihail Sturdza și-i are ca protagoniști pe Mihail Kogălniceanu și Alexandru Ioan Cuza; Doamna Chiajna și Cuza Vodă evocă personajele istorice din titlu, iar Cele patru Mării este inspirată din viața lui Ștefan cel Mare.
În perioada postbelică, scriitorul Ion Luca se supune imperativelor realismului socialist promovat de regimul comunist și scrie piese de teatru cu pronunțate accente sociale precum Pelina (dramă ce are acțiunea petrecută în perioada răscoalelor țărănești din 1907) sau piese de actualitate precum Chiftarii (din viața industrială a Hunedoarei), Apele-n jug (despre munca la construirea hidrocentralei de la Bicaz), Iubire învrăjbită, Emilia ș.a.
Piesa Salba reginei i-a atras autorului o acuzație de antisemitism, formulată de poeta Nina Cassian într-un articol publicat la 28 septembrie 1947 în revista Rampa. În pofida acestei opinii virulente, criticul Alexandru Piru a evidențiat, într-un articol publicat la 15 septembrie 1947 în ziarul Națiunea, existența unor calitățile estetice incontestabile.
Ion Luca a obținut în cursul carierei sale literare premii de prestigiu precum premiul Societății Scriitorilor Români în valoare de 100.000 de lei pentru piesa Iuda, piesă reprezentată în același an la Teatrul Național din București, în regia lui Ion Șahighian, cu o scenografie realizată de Traian Cornescu, și premiul Teatrului Național în valoare de 100.000 de lei pentru piesa Femeia cezarului, pusă în scenă de același regizor, autorul decorului și costumelor fiind același Traian Cornescu.

### Piese istorice
- Alb și negru (1933)
- Rachierița (1934)
- Leana vrăjitoarea
- Doamna Chiajna
- Cuza Vodă
- Cele patru Mării

### Piese de critică socială
- Pelina (1937)
- Chiftarii
- Apele-n jug
- Iubire învrăjbită
- Emilia

## Opera

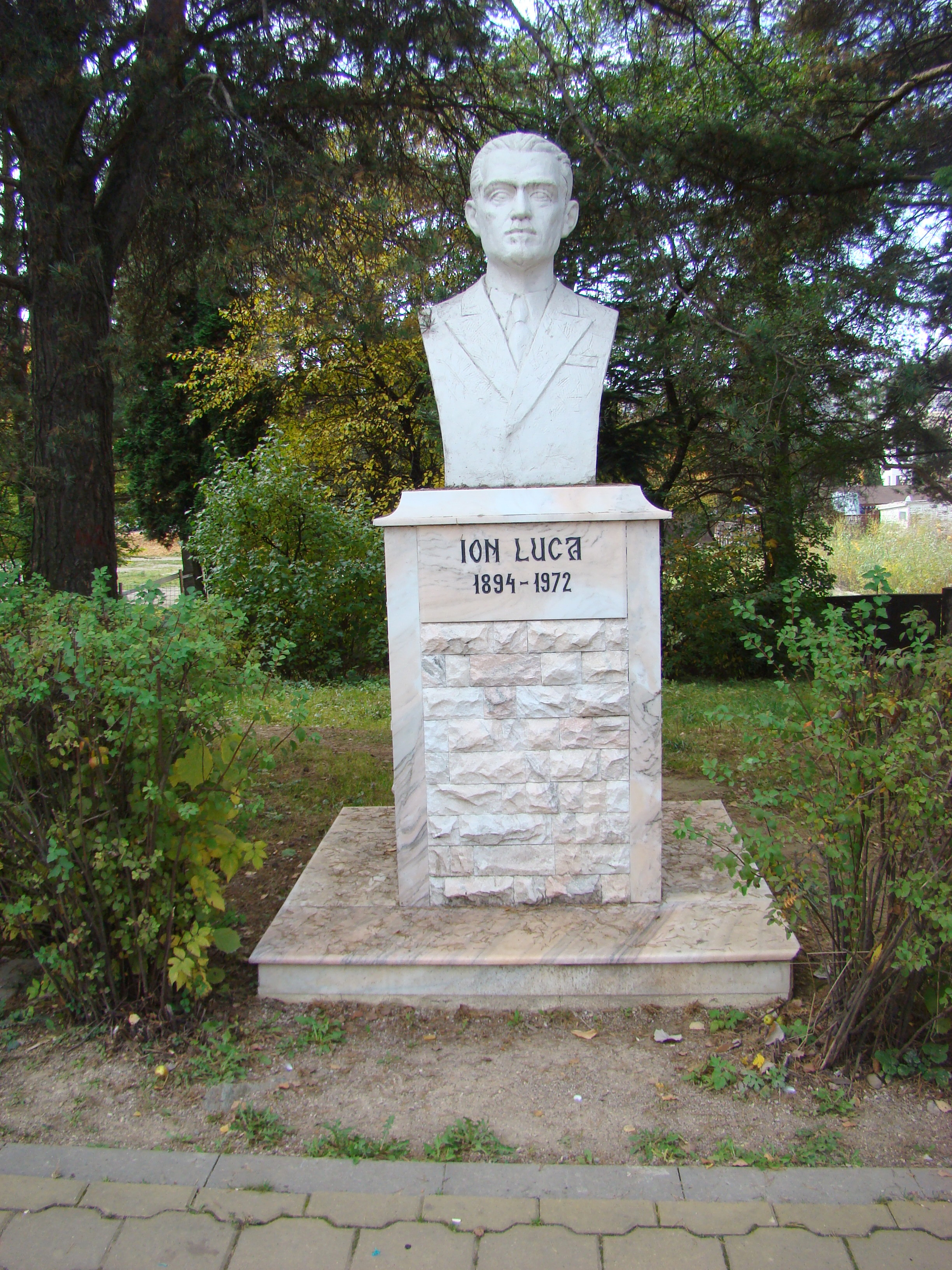
Bustul scriitorului Ion Luca amplasat în parcul stațiunii balneare din Vatra Dornei, județul Suceava.

- Alb și negru, tragicomedie în opt tablouri, București, 1933 (ed. a II-a, Bacău, 1941);
- Icarii de pe Argeș, tragedie în versuri, București, 1933 (ed. a II-a, Bacău, 1940; ed. a IV-a, București, 1944);
- Rachierița, dramă în versuri, București, 1934 (ed. a II-a, Bacău, 1938; ed. a III-a, București, 1943);
- Amon-Ra, poem dramatic, București, 1936 (ed. a II-a, Bacău, 1940; ed. a III-a, București, 1943);
- Evdochia, dramă în zece tablouri, Bacău, 1938 (ed. a II-a, Femeia cezarului, comedie în unsprezece tablouri, 1938);
- Femeia, fiica bărbatului, dramă în trei acte, Bacău, 1938;
- Morișca, o comedie în patru acte, Bacău, 1938;
- Javra pământului, tragicomedie în șase tablouri, Bacău, 1942;
- Femeia cezarului. Morișca. Două comedii, București, 1943;
- Năframa iubitei, dramă, București, 1944;
- Salba reginei, dramă în douăsprezece tablouri, București, 1947;
- Dumitra, dramă în trei acte, București, 1958;
- Teatru, prefață de Valeriu Râpeanu, București, 1963;
- Teatru, București, 1968;
- Alb și negru, ed. și pref. de Sanda Anghelescu-Magoș, București, 1976.

### Traduceri din rusă
- A. Panteleev, Prima săptămână, în colab. cu A. Ivanovschi, București, 1950;
- Aleksandr Voloșin, Pământul Cuznețcului, în colab. cu Elena Constantinescu, postfață de Ion Călugăru, București, 1950.

## Traduceri ale operei

### Traducere în engleză
- Eudochia, A Drama, traducere din română de Alice V. Wise, Bacău, 1938;

### Traducere în italiană
- Eudochia, Dramma, traducere din română de E. Loreti, Bacău, 1938;

### Traduceri în germană
- Eudochia, traducere din română de A. Klug, Bacău, f.a.;
- Die Frau - die Töchter des Mannes, traducere de A. Klug, 1938;
- Rechts oder Links, comedie în patru acte, traducere de A. Klug, Cernăuți, 1938;

### Traducere în franceză
- Deux pièces de théâtre roumaines: Eudocie. La femme, fille de l’homme, prefață și traducere de F. Hermann, Bacău, 1939.

## Distincții
- Ordinul Meritul Cultural, în gradul de Cavaler cl. II, pentru litere (1 februarie 1943)[3]